# طرخشقون أحمر الثمار
طرخشقون أحمر الثمار (الاسم العلمي:Taraxacum erythrocarpum) هو نوع من النباتات يتبع جنس الطرخشقون من الفصيلة النجمية.